# Rezerwat przyrody Przekop
Rezerwat przyrody Przekop – utworzony w 1964 roku leśny rezerwat przyrody o powierzchni 21,08 ha.

## Położenie
W północnej części gminy Korczew nad Bugiem, w okolicy wsi Starczewice i Bużyska, w granicach Nadbużańskiego Parku Krajobrazowego na terenie Nadleśnictwa Sarnaki.
Rezerwat przecina rzeka Kołodziejka, dopływ Bugu.

## Cel i przedmiot ochrony
Ochrona naturalnego fragmentu wilgotnych i żyznych lasów liściastych.

## Walory przyrodnicze
Rezerwat utworzony w celu ochrony naturalnych płatów lasu łęgowego wiązowo-jesionowego i olszowo-jesionowego z dębem, klonem, lipą i topolą oraz znacznym udziałem krzewów, takich jak: czeremcha, porzeczka czerwona, leszczyna i dereń, charakterystycznych dla okolic nadbużańskich. Występują tu chronione gatunkowo: kruszczyk szerokolistny, wawrzynek wilczełyko i kopytnik pospolity. Poza tym, w rezerwacie rośnie często, gdzie indziej rzadka, kokorycz pusta. Miejscami spotkać tu również można jaskier kaszubski i fiołek przedziwny.